# Hôtel Goüin
Pour les articles homonymes, voir Gouin et Famille Goüin.
L'hôtel Goüin est un hôtel particulier du XVe siècle situé à Tours dans le Vieux-Tours, un des rares vestiges de l'architecture Renaissance de la ville. Ce bâtiment fait l’objet d’un classement au titre des monuments historiques depuis le 7 août 1941.

## Localisation
L'hôtel est situé au no 25 de la rue du Commerce, dans la ville de Tours (Indre-et-Loire).

## Histoire
Construit au XVe siècle, l'hôtel a été considéré à tort comme l'hôtel de Jean Barillet de Xaincoings, trésorier des finances de Charles VII.
Sur des parcelles réunies par Jean Gaudin, marchand enrichi par l'approvisionnement de la Cour installée à Tours et devenu trésorier de l'Anjou (et maire de Tours en 1473), un premier hôtel est construit : l'entrée se faisait au nord, rue de Lange. Il comprend alors un corps de logis principal et une tourelle d'escalier en vis. Une tour d'angle porte la trace d'inscriptions gravées en 1491.
Le bien passe au fils de Jean Gaudin, Victor Gaudin, trésorier de la reine Anne de Bretagne, qui le remanie. À la mort en 1504 de Victor Gaudin, mort sans enfant de son mariage avec Agnès Morin (fille d'un officier de la reine Anne de Bretagne également), l'hôtel passe à son frère Nicolas Gaudin, maire de Tours en 1504, argentier de la reine et receveur des aides dans le Loudunois. Nicolas Gaudin, époux de Charlotte de la Mézière puis de Louise Briçonnet, est également propriétaire des châteaux de La Bourdaisière et de Jallanges.

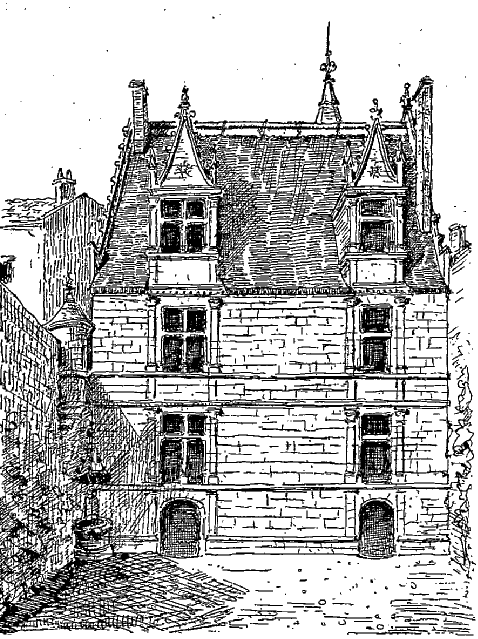
Façade sud à l'état primitif.

On date de cette époque le remaniement exceptionnel de sa façade antérieure au XVIe siècle par l'ajout d'un corps central hors-œuvre, trois avant-corps, avec porche, loggia et terrasses, ainsi qu'un corps latéral à gauche, dans le style de la première Renaissance. La façade est ainsi remanié entre gothique flamboyant et Renaissance italienne. Précédant notamment la construction du château d'Azay-le-Rideau, la façade Renaissance de l'hôtel est l'une des plus anciennes de Touraine.
À la mort de Nicolas Gaudin, l’hôtel devient propriété de René Gardette, maire de Tours de 1559 à 1561, issu d'une famille de marchands de soieries de Tours, et de son épouse Jeanne Barguin. Jeanne était la fille de Gatien Barguin et la petite-fille de Thomas Barguin époux d'Andrée Gaudin (sœur de Victor et Nicolas Gaudin).
Il passe ensuite à leur fils, Victor Gardette, seigneur de Pierrefitte, conseiller du roi et lieutenant général au siège présidial de Tours, et à son épouse Renée Lasneau.
En 1621, Renée Lasneau épouse Gardette vend l'hôtel à Gabriel Compain, sieur de la Tortinière, bourgeois et échevin de Tours, qui le transmet à son fils Victor Compain. Par bail, il est habité par Nicolas Boicet, marchand bourgeois. Ils le revendent à Nicolas Pommier, bourgeois de Tours. Ses héritiers, dont Jean-Nicolas Viot, le cède à Gilles Douineau, seigneur de Charentais, de la Ménardière et de la Pictière, échevin, conseiller du roi et président trésorier de France au bureau des finances de la généralité de Tours.
En 1738, à la mort de Douineau, Henri-François Goüin (1686-1748), fondateur de la Banque Goüin en 1714, acquiert l'hôtel pour 18 150 livres. L'hôtel va héberger pendant plus de deux siècles la famille Goüin et les bureaux de la banque familiale. Les Goüin, qui donnent leur nom à l'hôtel, famille de riches banquiers tourangeaux d'origine bretonne, y entreprennent des travaux d'aménagements, notamment concernant la galerie de la cour antérieure sud : destruction des deux maisons situées le long de la grande rue (actuellement rue du Commerce), agrandissement de la cour sud, construction de l'actuel portail et disparition de la galerie sud. Henri Pierre Goüin fait ainsi modifier la façade nord en faisant construire le grand corps de bâtiment en 1766. Son fils, Alexandre-Pierre-François Goüin de La Grandière, fait démolir le bâtiment qui ferme la cour en 1810, de manière à ouvrir la cour sur la rue avec un portail.

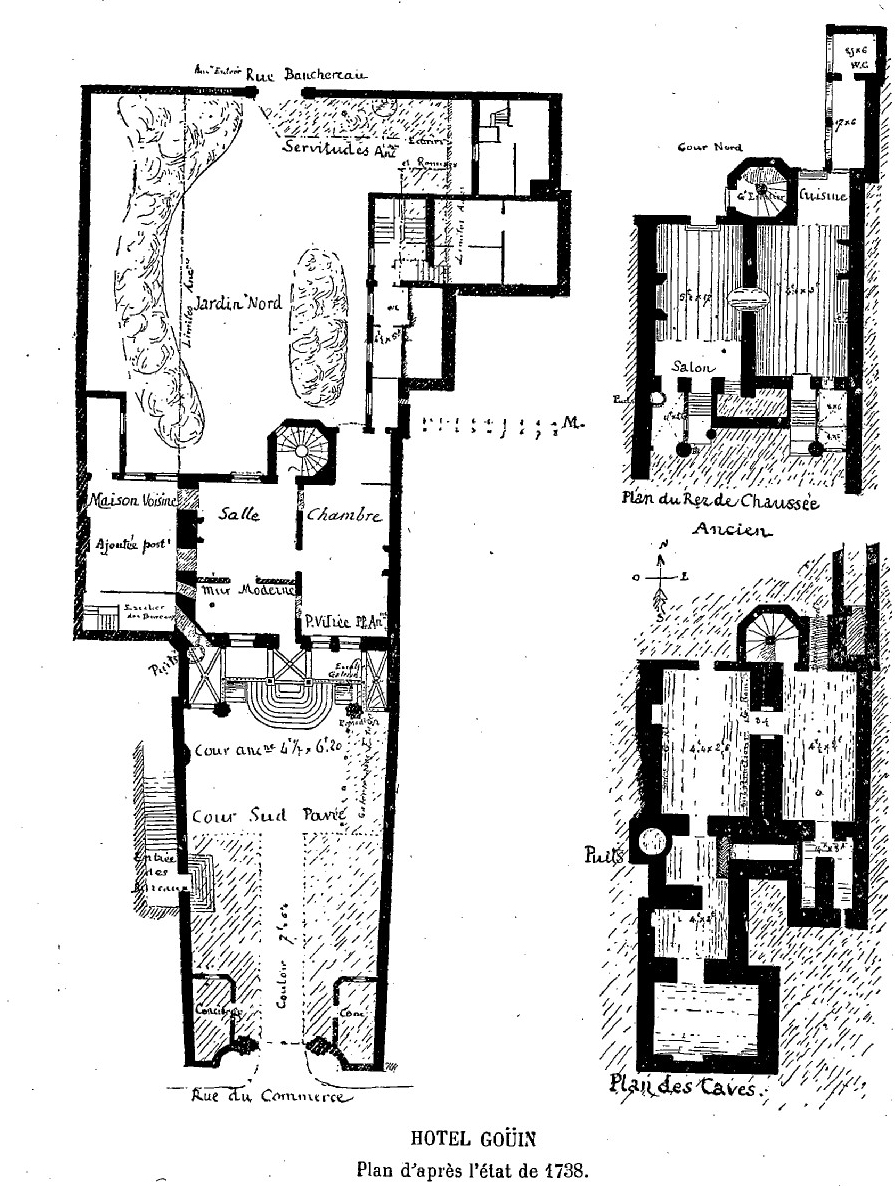
Hôtel Goüin, plan d'après l'état de 1738.
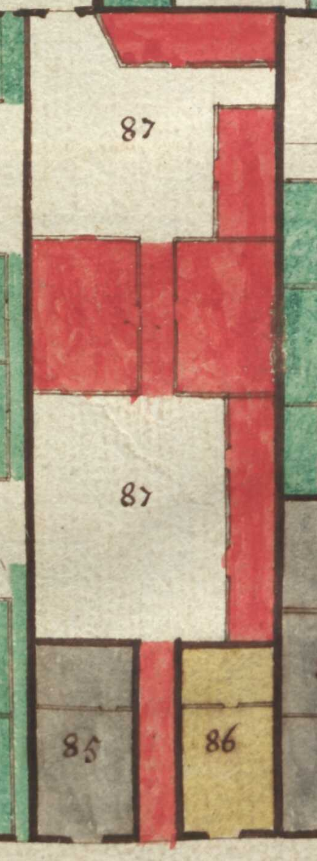
Plan  dans le plan terrier de l'abbaye de Saint-Julien à Tours (1761).
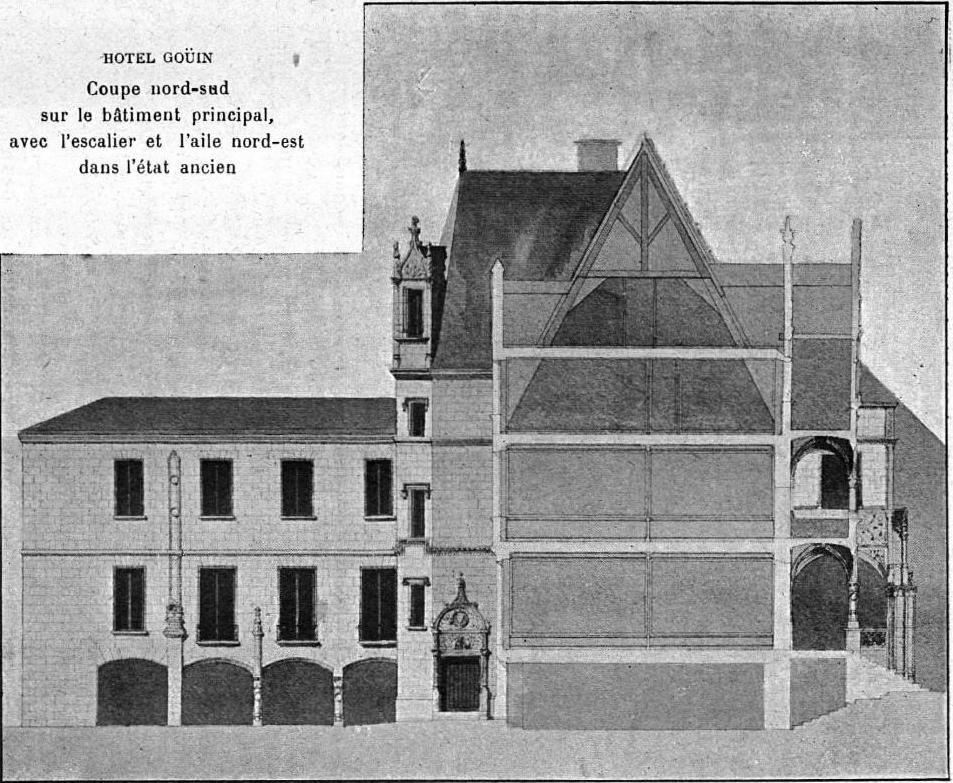
Coupe nord-sud sur le bâtiment principal, avec l'escalier et l'aile nord-est dans l'état ancien.
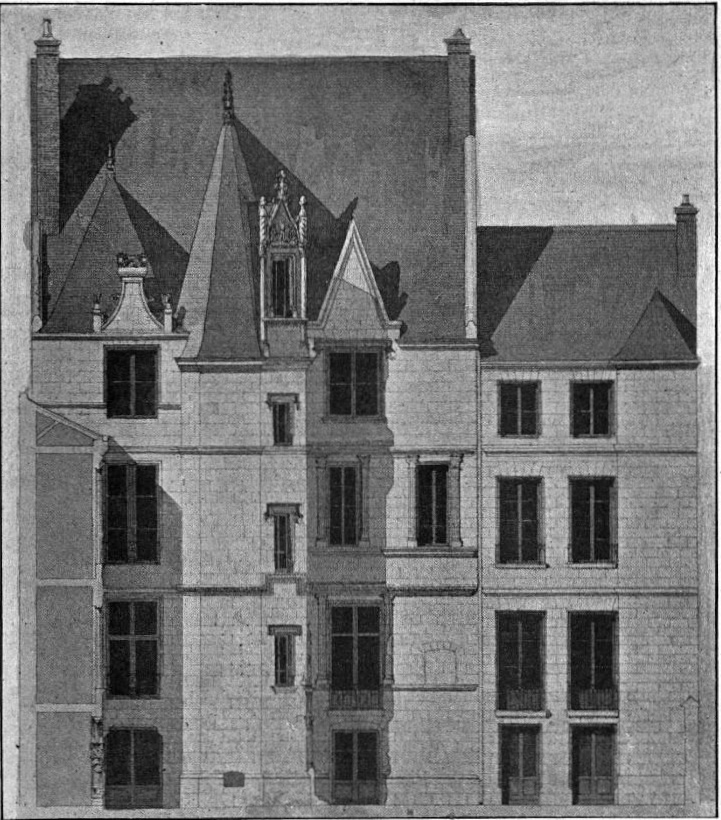
Façade nord avant la restauration.

À la suite de la défaite en Russie en 1813, le général Philippe-Paul de Ségur, qui a pour mission de constituer le troisième corps des Gardes d'honneur à Tours, loge dans l'hôtel Goüin.
Le ministre Alexandre Goüin fait restaurer l'hôtel par l'architecte Jacques-Aimé Meffre en 1840 et son fils Eugène Goüin le fait à nouveau rénover par les architectes Edmond Meffre et Jean Hardion en 1900.

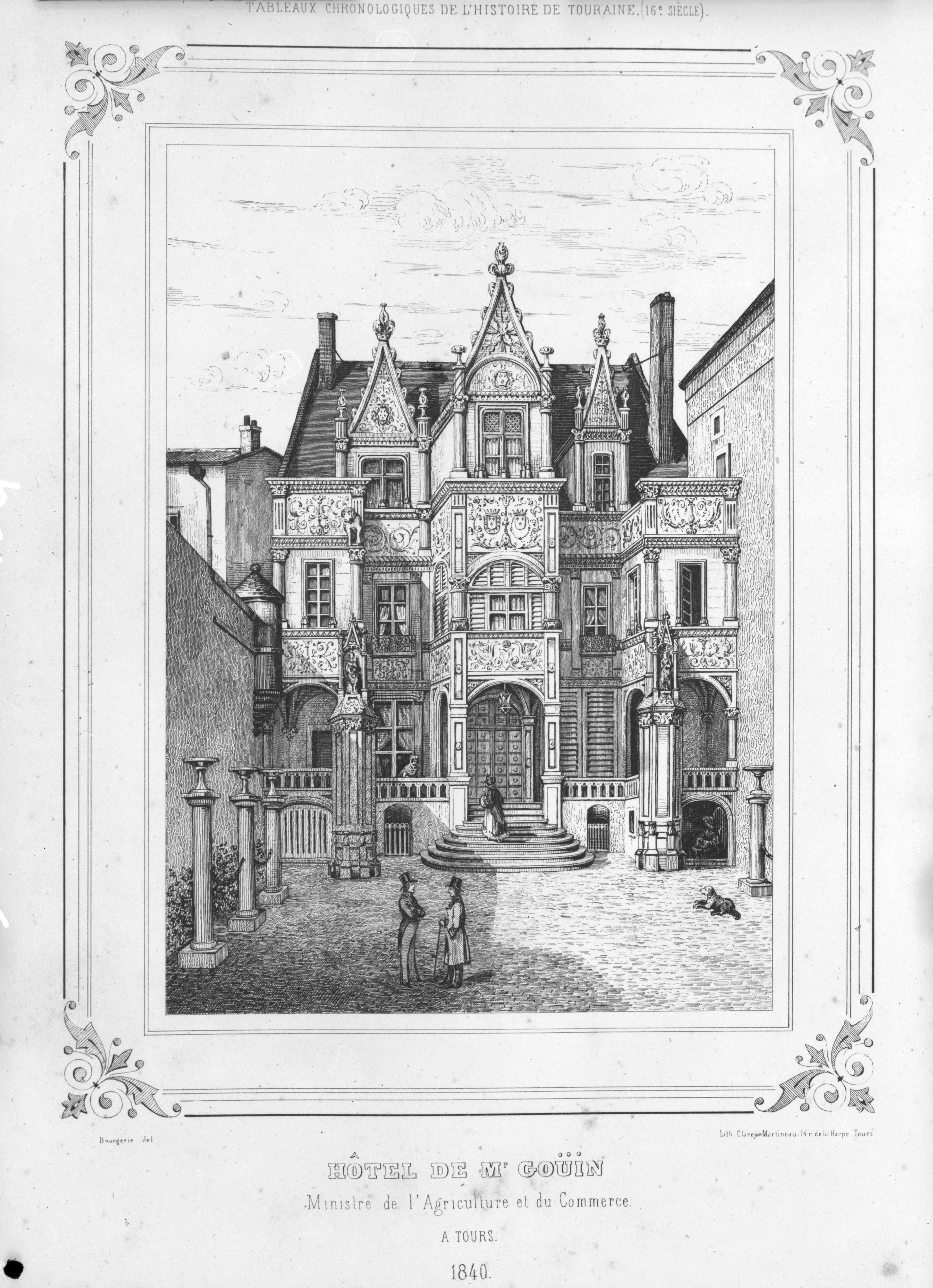
Gravure de l'Hôtel Goüin en 1840.
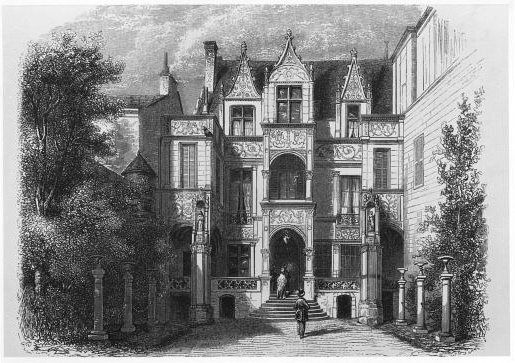
Gravure de l'Hôtel Goüin par Karl Girardet.
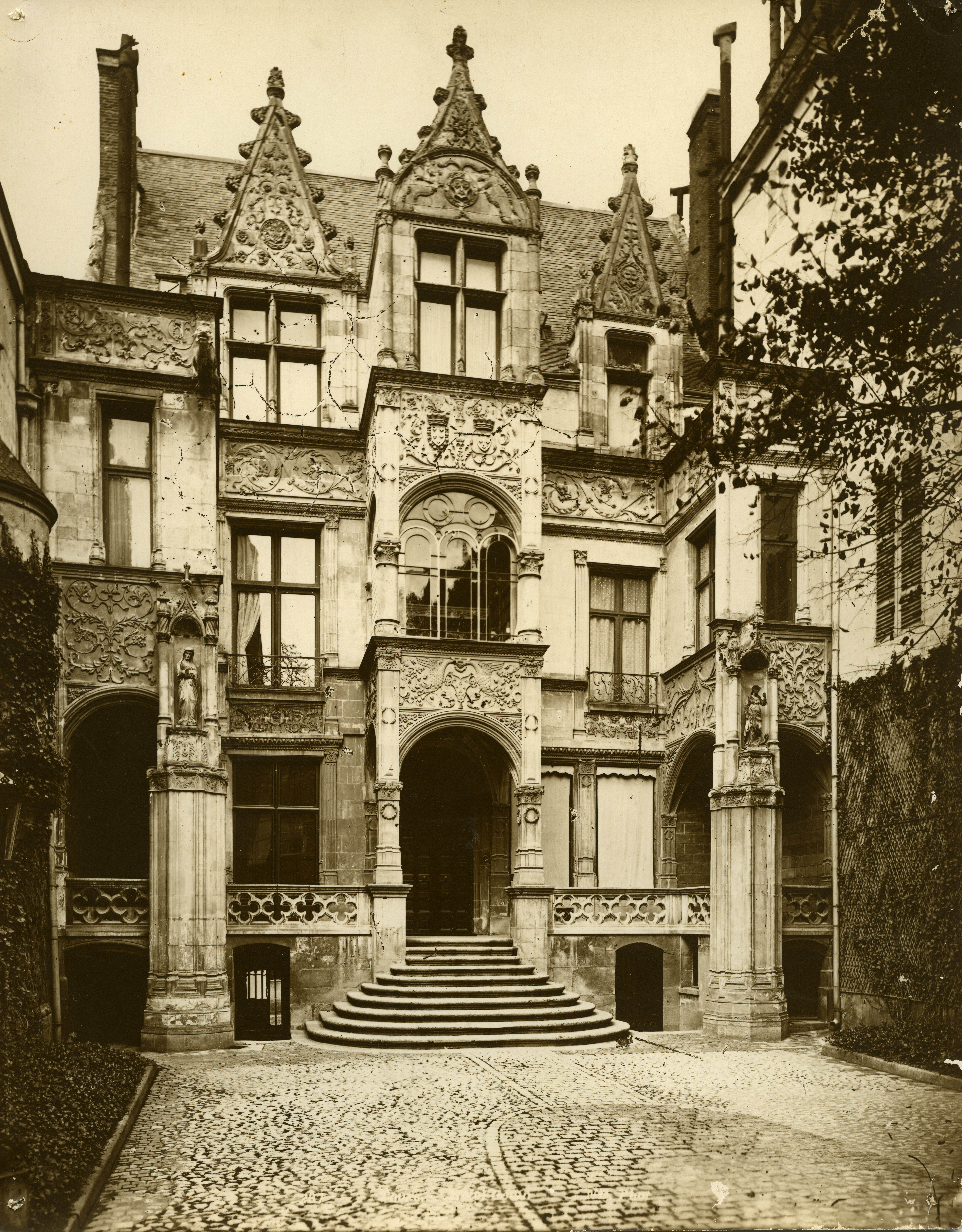
Photographie de l'hôtel Goüin en 1920.
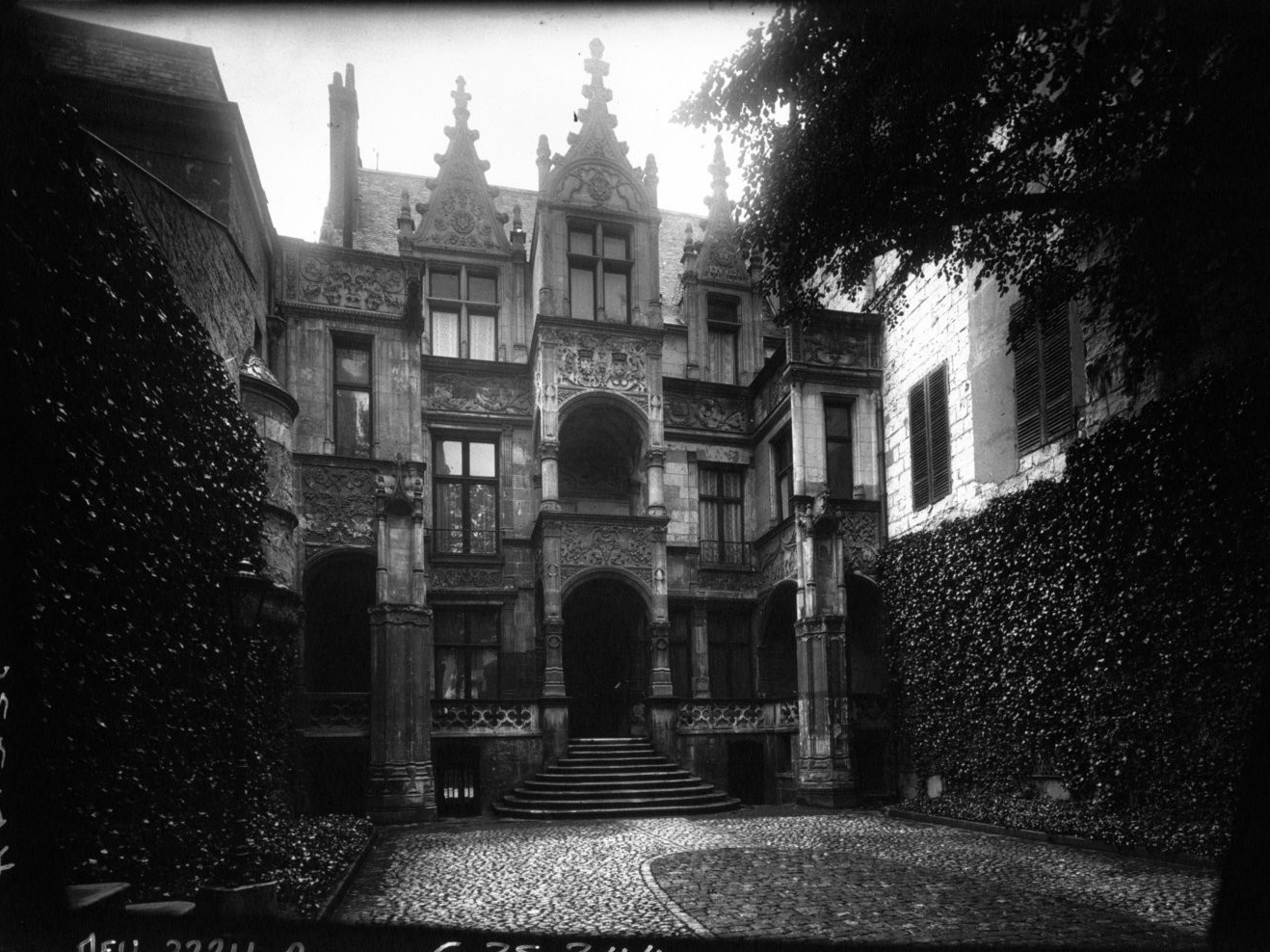
Photographie de l'hôtel Goüin en 1926.
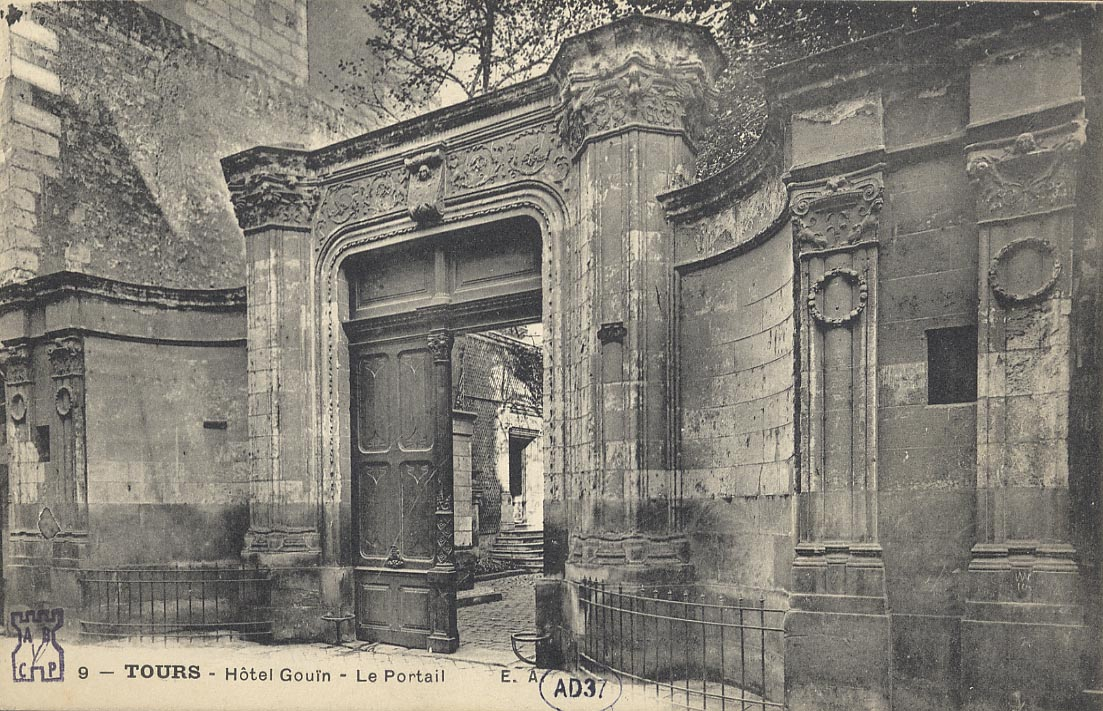
Photographie du portail.
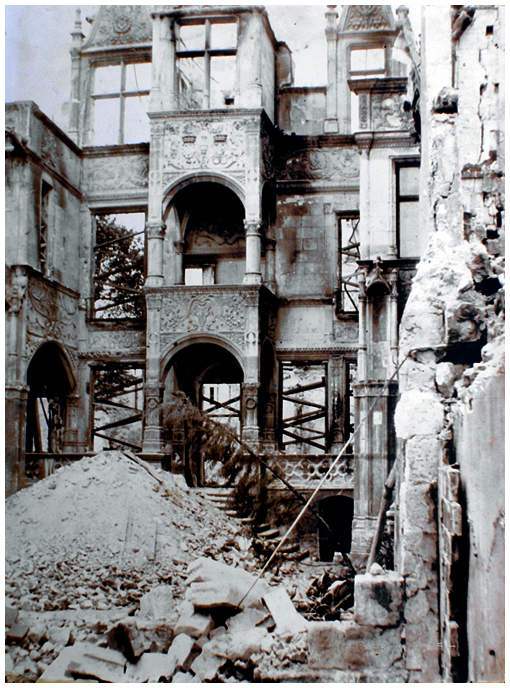
L'hôtel en ruines en 1940.

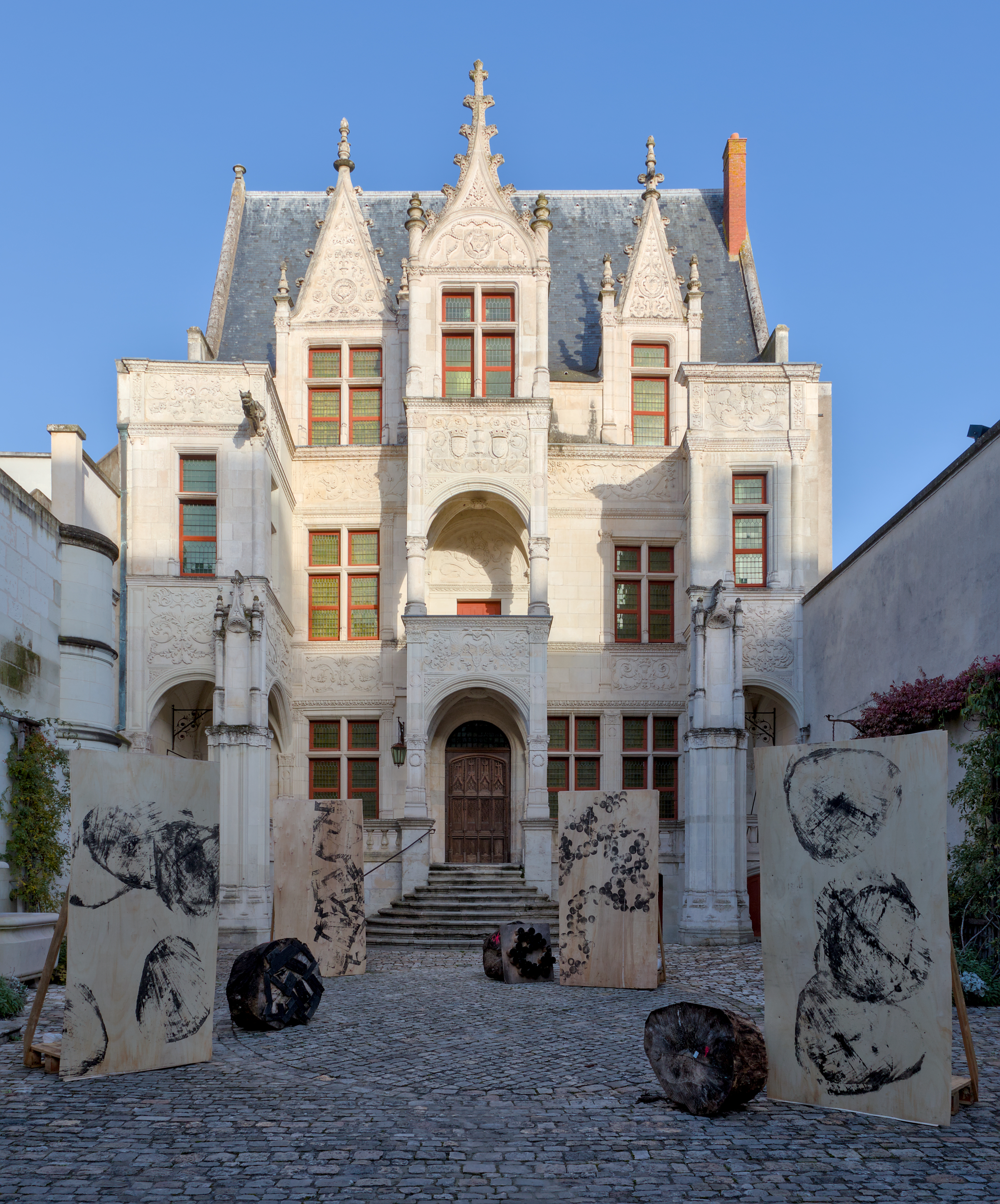
La cour de l'hôtel Goüin accueille parfois des oeuvres d'art, comme ici en 2024.

En 1925, la famille Goüin lègue l'hôtel à la Société archéologique de Touraine (SAT), dont elle avait pris part à la création en 1840. Les Goüin en conserve cependant l'usage, en contrepartie du versement d'un loyer à la SAT. André Goüin offre en parallèle à cette dernière la somme de 125 000 francs nécessaire à l'acquisition de l'hôtel de Jean Galland à Tours afin qu'elle puisse en faire son siège.
Presque entièrement détruit par les bombardements de 1940 – ne demeuraient que la façade sud et la tour d'escalier –, l'hôtel est partiellement reconstitué sous la direction de l'architecte en chef des monuments historiques Bernard Vitry dans les années 1950 : seuls le portail d'entrée et le corps de logis principal furent reconstruits, l'hôtel ouest, les bâtiments et la galerie autour de la cour nord et le jardin (qui descendait jusqu'aux quais de la Loire) ont définitivement disparu. Les travaux de reconstructions est en partie financés grâce à André Goüin et sa famille.
Ce bâtiment fait l'objet d'un classement au titre des monuments historiques depuis le 7 août 1941. Il comporte des vestiges gallo-romains dans le second sous-sol.
À partir des années 1960, l'hôtel abrite le musée de la Société archéologique de Touraine (SAT).
En 1967, l'hôtel est représenté à l'occasion du 40e congrès de la Fédération des sociétés philatéliques françaises, valeur faciale 0,40 F.
En 1977, la SAT le cède pour un franc symbolique au Conseil général d'Indre-et-Loire, faute de moyens pour son entretien. Les collections d'archéologie et d'art qui y étaient réunies sont remises entre les mains du Conseil général, à titre de dépôt pour trente ans, dans l'hôtel devenu Musée Goüin.
Il connaît une importante restauration au début des années 2010. Les fouilles archéologiques liées à cette restauration ont permis la découverte sous la cour d'une maison longue du XIIe siècle comprenant quatre arcades, ainsi que d'un puits. Ces éléments avaient été recouverts au XIXe siècle par la famille Goüin pour y faire une cour privative.

## Architecture
L'imposante cheminée en pierre de l'ancien hôtel renaissance du Sanglier, dite Maison d'Agnès Sorel, est installée au premier étage de l'hôtel.

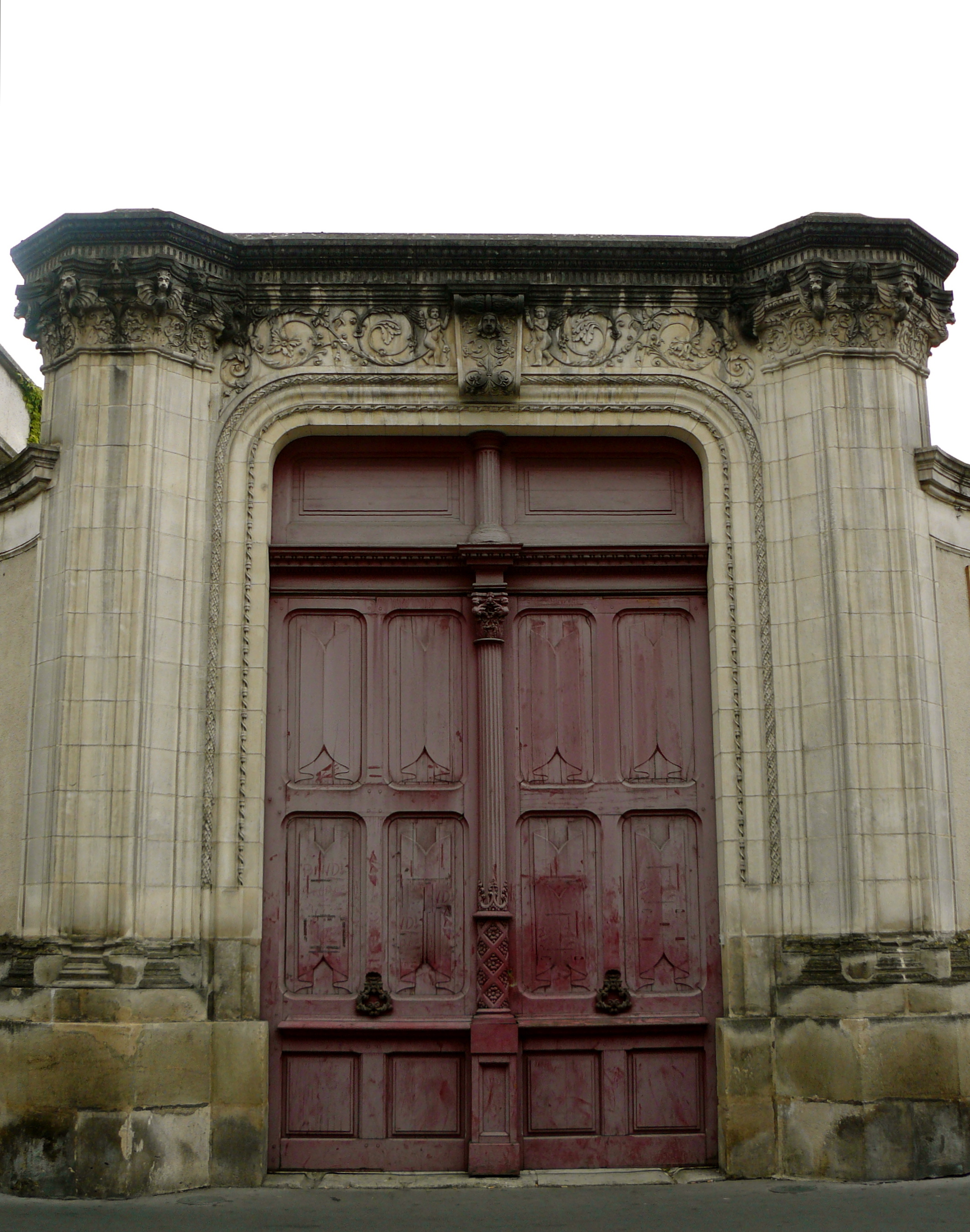
Portail de l'hôtel.
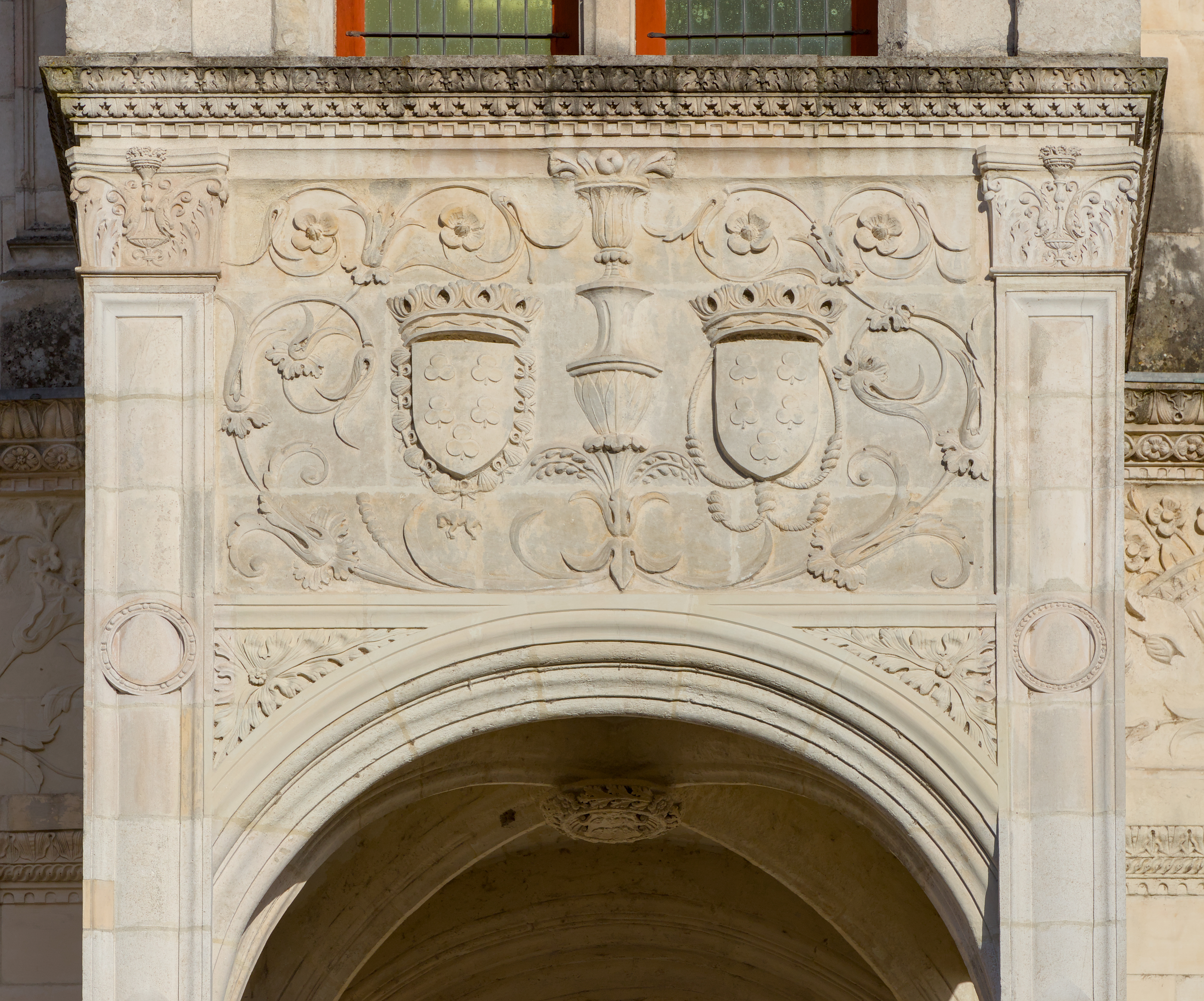
Détail de la façade.
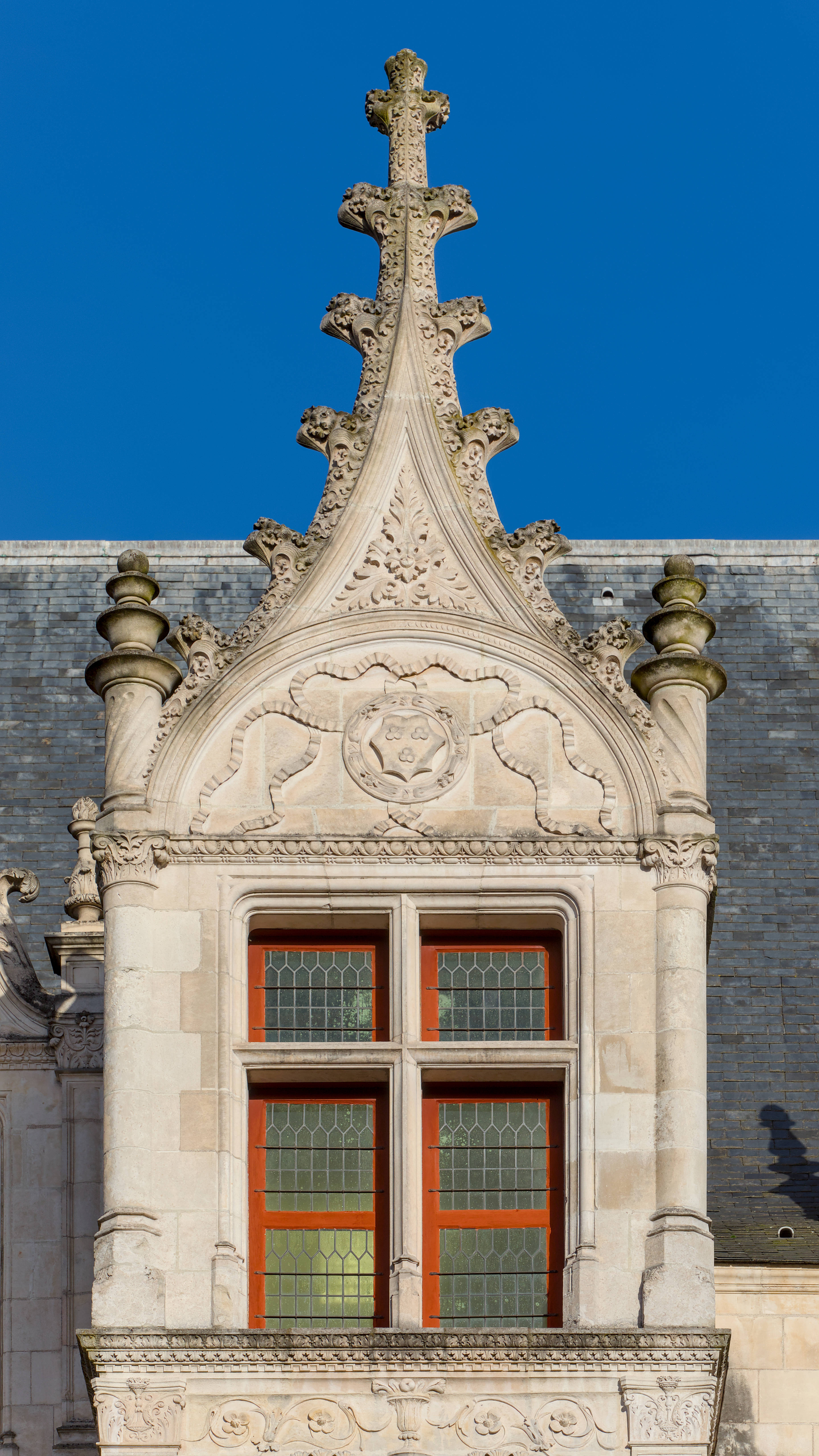
Détail de la façade.
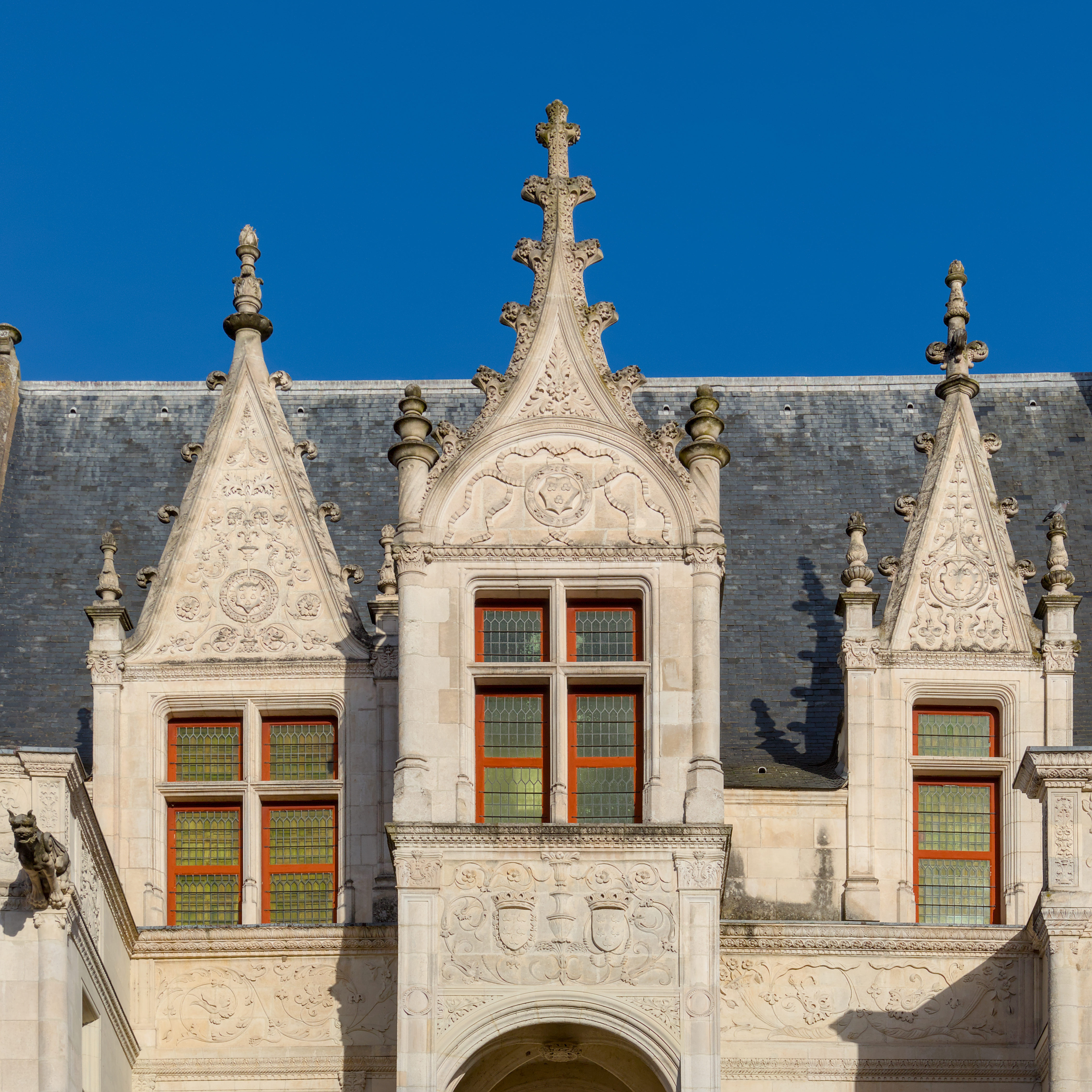
Détail de la façade.
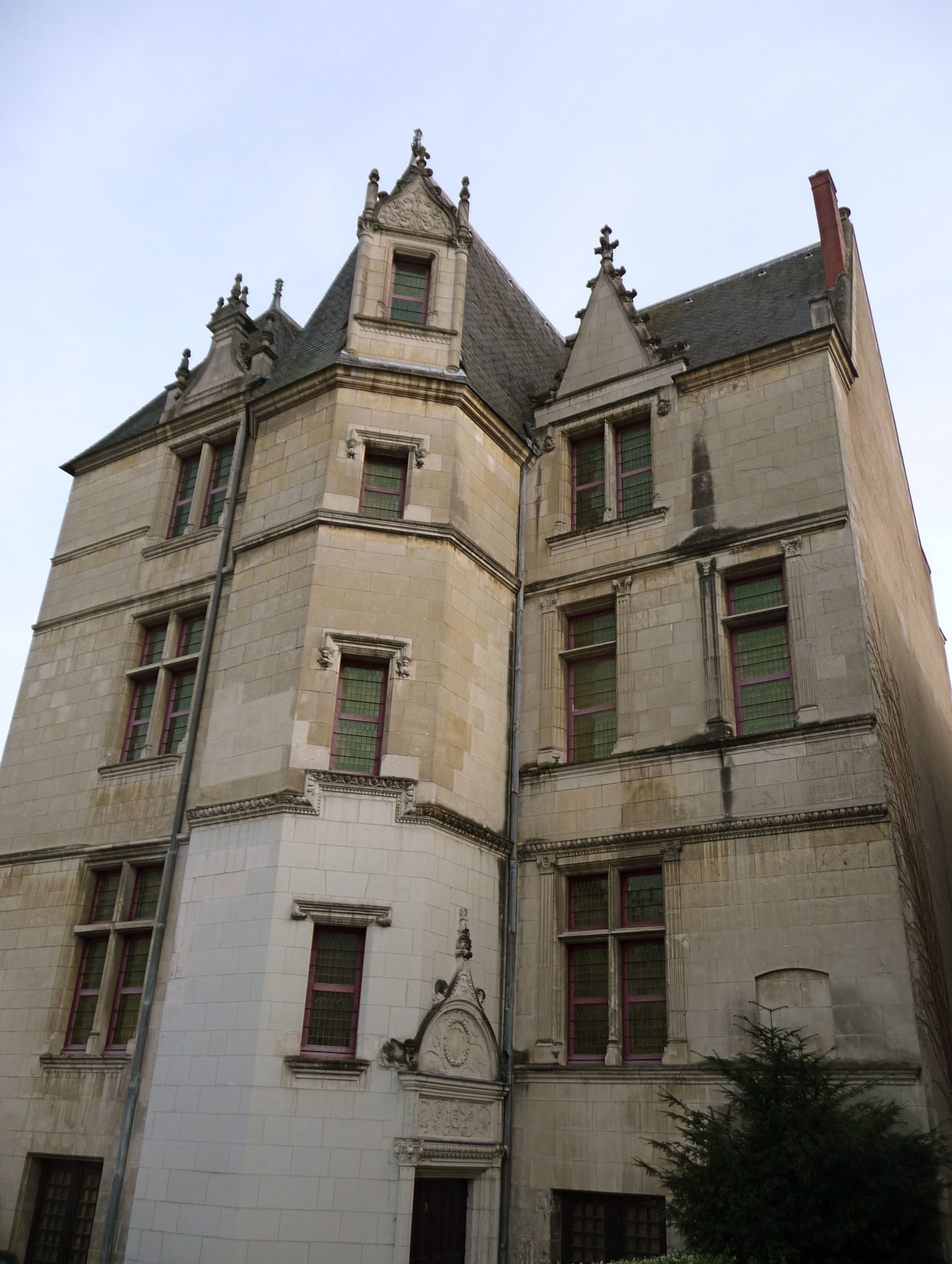
Façade nord de l'Hôtel Goüin.

## Collections

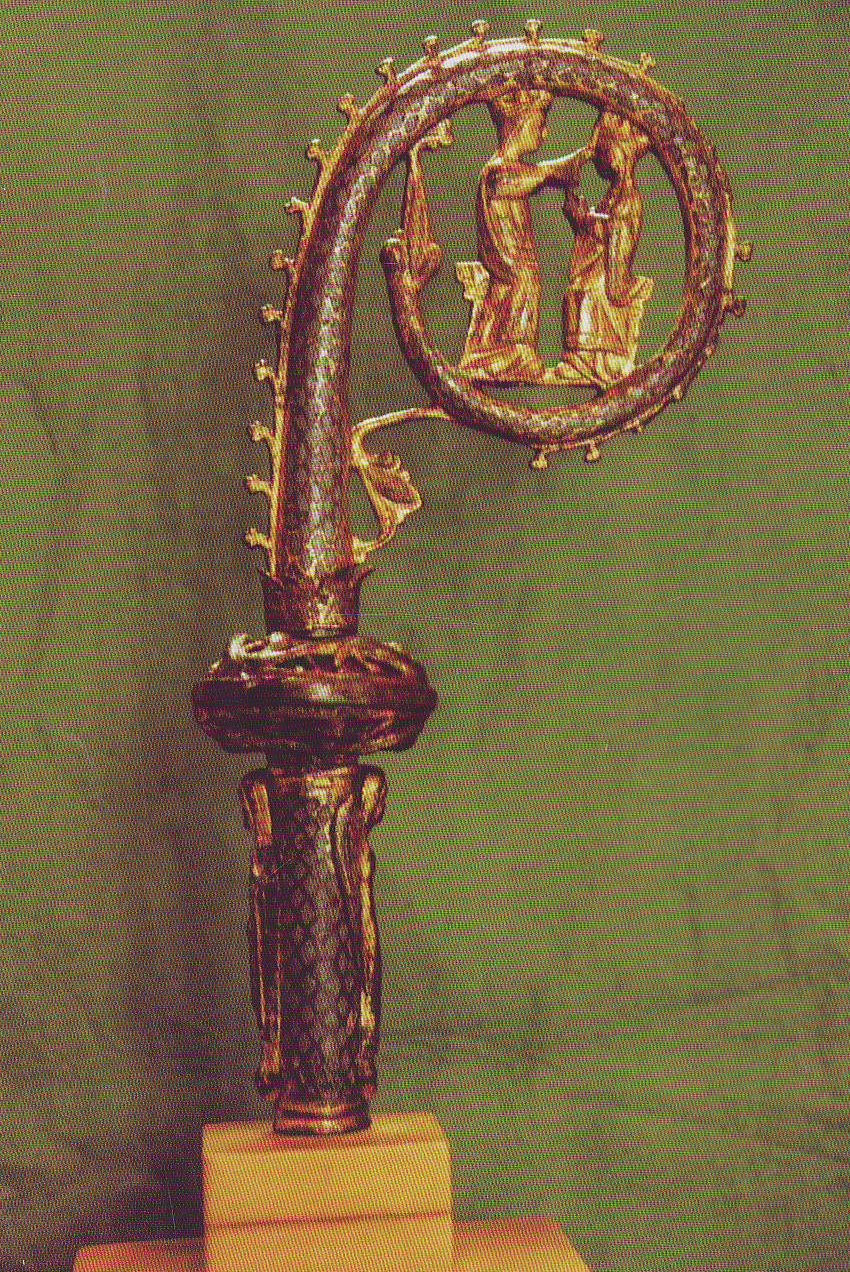
Crosse de l'abbaye de Villeloin du XIIIe siècle (collection du musée Goüin).

## Programmation
- Exposition « La Touraine rêvée d'André Bauchant, Peintre naïf » 2017. L’Hôtel Goüin met en lumière l’artiste tourangeau André Bauchant, peintre-jardinier au destin singulier, qui contribua à écrire une page de l’histoire de la peinture du XXe siècle. Autodidacte, reconnu aujourd’hui comme l’un des grands noms de l’Art naïf, André Bauchant, pépiniériste de métier, se consacre tardivement à la peinture. À travers ses sujets de prédilection : l’histoire, la mythologie, la botanique, sa terre tourangelle, il transpose, de façon idéalisée, les rêveries de son enfance, ses souvenirs de voyage, ses lectures. L’exposition propose d’entrer dans l’univers d’André Bauchant, de découvrir sa Touraine et son monde imaginaires, avec une sélection de tableaux représentatifs de son œuvre qui en compte plus de 3000.
- Exposition - Philippe Lucchese 2017.
- Exposition - Michel Audiard 2017.
- Exposition - Atelier de la Martinerie : 3 femmes 1 passion 2022-2023[7].